# Triphenylboran
Triphenylboran (abgekürzt BPh3) ist eine bororganische Verbindung.

## Gewinnung und Darstellung
Triphenylboran kann durch Reaktion von Bortrifluoriddiethyletherat mit Phenylmagnesiumbromid gewonnen werden.

## Eigenschaften

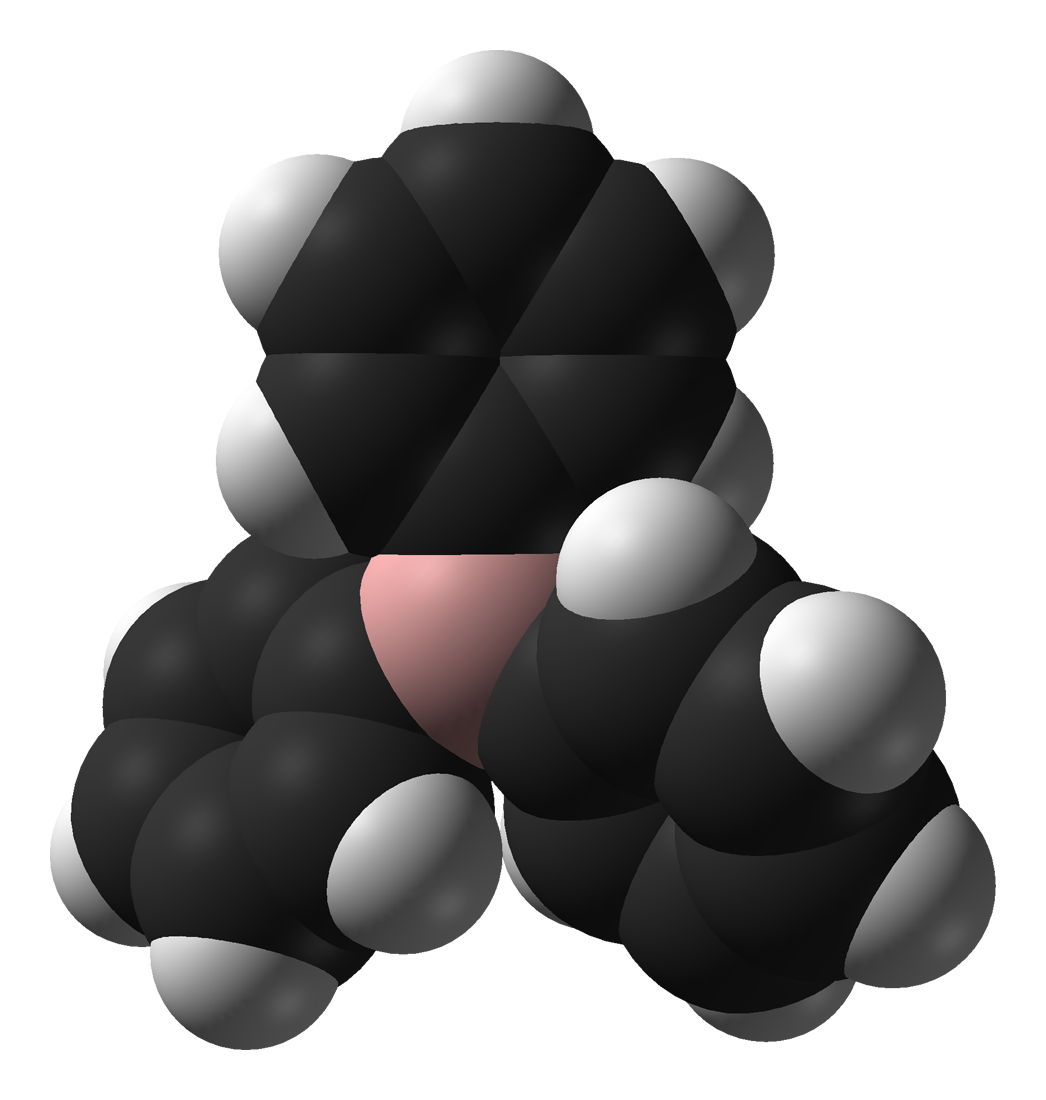
Räumliche Ansicht der Triphenylboran-Struktur

Das Zentrum des Moleküls, BC3, hat eine trigonal planare Struktur. Die Phenylgruppen sind gegenüber der zentralen Ebene um rund 30° verdreht.
Aus Messungen der Gleichgewichtskonstanten mit verschiedenen Lewis-Basen ergibt sich, dass Triphenylboran im Vergleich zu B(C6F5)3 eine deutlich schwächere Lewis-Säure ist. Entsprechend sind von BPh3 nur die Addukte mit starken Lewis-Basen, z. B. Pyridinen, bekannt.

## Triphenylboran-Pyridin
Triphenylboran-Pyridin (TPBP) wird in Asien als Unterwasser-Schiffsanstrich verwendet.